# Hemsleya carnosiflora
Hemsleya carnosiflora är en gurkväxtart som beskrevs av Cheng Yih Wu och C.L. Chen. Hemsleya carnosiflora ingår i släktet Hemsleya och familjen gurkväxter. Inga underarter finns listade i Catalogue of Life.